# Enda Walsh
Enda Walsh (né en 1967 à Dublin) est un dramaturge irlandais qui vit actuellement à Londres.
Après avoir écrit pour le Dublin Youth Theatre, il s'est installé à Cork où il écrivit Fishy Tales pour la Graffiti Theatre Company, puis Ginger Ale Boy pour la Corcadorca Theatre Company. Il est devenu célèbre avec sa pièce Disco Pigs en collaboration avec Pat Kiernan de Corcadorca, reprise au cinéma sous le titre Disco Pigs en 2001 par Kirsten Sheridan. Il s'est ensuite installé à Londres, où il a été particulièrement prolifique les cinq dernières années (13 pièces de théâtre, 2 pièces de radio et 2 scénarios). Il collabore à l'écriture du film à Hunger (2008).

## Filmographie
Sauf indication contraire, les informations mentionnées dans cette section peuvent être confirmées par la base de données cinématographiques IMDb,  présente dans la section « Liens externes ».

### Scénariste
- 2001 : Disco Pigs de Kirsten Sheridan
- 2008 : Hunger de Steve McQueen
- 2010 : Chatroom de Hideo Nakata
- 2016 : The Last Hotel (TV) d'elle-même
- 2017 : Weightless de Jaron Albertin
- 2017 : Lazarus d'Ivo van Hove
- 2022 : La Maison (The House) de Emma De Swaef (nl), Marc James Roels, Niki Lindroth von Bahr et Paloma Baeza
- 2024 : Tu ne mentiras point (Small Things like These) de Tim Mielants

### Réalisateur
- 2016 : The Last Hotel (TV)
- 2024 : Touch (court métrage)
- 2024 : Afterwards (court métrage)